# AOK (album)
AOK – trzecia studyjna płyta polskiej wokalistki Mandaryny. Przy albumie pracowali producenci muzyczni z Bad Logic oraz amerykański DJ i remixer Josh Harris.

## Lista utworów
Opracowano na podstawie materiału źródłowego.
| #   | Tytuł               | Długość |
| --- | ------------------- | ------- |
| 1.  | „No Work No Sweat”  | 3:37    |
| 2.  | „Chemical”          | 4:10    |
| 3.  | „High”              | 3:58    |
| 4.  | „Good Dog, Bad Dog” | 3:46    |
| 5.  | „Love Eclipse”      | 3:19    |
| 6.  | „Lies”              | 3:58    |
| 7.  | „Love & Lemonade”   | 4:01    |
| 8.  | „First Time”        | 4:04    |
| 9.  | „Lonely Ride”       | 3:05    |
| 10. | „Aok”               | 4:55    |
| –   | Czas całkowity      | 38:56   |

## Single
- 2009: „Good Dog Bad Dog”- teledysk